# История кыргызов, посвящённая Шабдану
Тарих-и кыргыз Шадмания («История кыргызов, посвящённая Шабдану») — исторический труд на кыргызском языке, созданный Осмонаалы Сыдыковым и изданный в 1914 году в городе Уфа. Издание данного исторического труда является одним из самых важных событий в истории кыргызской литературы и культуры. Книга посвящена манапу из племени сарыбагыш — Шабдану.
Книга «Тарих-и кыргыз Шадмания» является расширенной и дополненной версией другого исторического труда — «Мухтасар Тарих-и Кыргызийа». В обоих трудах автор попытался изложить историю кыргызских племён — от их древнейших предков до недавних вождей и правителей, также он писал об исторической науке, её значении, сведениях о традиционной генеалогии кыргызов, происхождении и разделении кыргызских племён и об исторических кыргызских личностях.

## Книга

### Цели создания
Осмонаалы Сыдыков в начале книги, в форме завещания-наставления, рассуждает о необходимости знания истории, он пишет, что путь к избавлению от невежества — это наука и образование, и выражает стремление кыргызов достичь уровня других культурных народов. В разделе «Зачем знать историю?», Осмонаалы Сыдыков пишет:

История рассказывает о правителях ушедших народов. Она даёт сведения о том, к какому роду принадлежало то или иное общество, каким ремеслом или профессией они зарабатывали на жизнь, какое государство они основали, какие бедствия их постигли.
Из глупости глупцов и из доброты добрых людей учащиеся могут извлечь уроки и знания. Молодым людям с огнём в сердце необходимо знать историю. Ведь история — это наука, достойная самого серьёзного внимания.
Оригинальный текст (киргиз.)
Өткөн калктардын хандарын билет. Кайсы коом кайсы уруктан экендигинен, эмне өнөр, эмне кесип менен оокат тиричилик кылгандыгынан, кандай дөөлөт, кандай палакетке кирептер болду мына ошолордон бир бирден кабар берет.
Акмактардын акмактыгынан, жакшы адамдын жакшылыгынан үлгү берүү менен, окуучуларга билим байда кылат. Жүрөгүндө оту бар жигиттерге тарих билүү керек. Жана ал тарих абдан бир эске ала турган илим.

В разделе «Польза истории», Осмонаалы Сыдыков пишет:

Тот, кто знает историю, как будто сам видел события прошлого. Он сидит на одном и том же месте, но знает, как человек, проживший тысячи лет. Короче говоря, он знает всё — от начала до конца времён. А что знает тот, кто не учил историю? Мужчины, изучавшие историю, знают времена от начала и до нынешнего времени.
Оригинальный текст (киргиз.)
Тарих билген адамдар мурунку өткөндөрдүн ал-абалын көргөн сыяктуу билет. Бир кезчелик орунда отуруп, нечен миң жашка чыккан адамдай билет. Кыскасы — замандын оболунан акырына чейин билет. Тарих окубаган кимди билет? Тарих окуган эрлер замандын оболнан тартып, ушул убакытка чейин билет.

### Немного об авторе
Осмонаалы Сыдыков — первый кыргызский историк, санжырист и этнолог, обладавший обширным знанием кыргызских традиций и т.д.. Он учился в джадидской школе и получил высшее образование в Бухаре. Осмонаалы Сыдыков на протяжении многих лет собирал материалы и сведения об истории и происхождении кыргызов.

### Издание книги
Труд «Тарих-и кыргыз Шадмания» был издан в 1914 году в городе Уфа в издательстве «Шарк». Книга была издана на кыргызском языке на арабской вязи. Сам автор данного исторического труда не принимал участия в издании. Н. А. Казакова предполагает, что скорее всего, поэтому, кыргызские предложения в некоторых местах были изменены, из-за чего позже возникли трудности при транскрипции с арабицы на кириллицу.

### Название
Вопрос о том, почему произведение получило название «Шадмания», вызывает различные версии. В своей работе Ч. Омуралиев связывает название с именем Шабдан-баатыра. Он предполагает, что название могло произойти от уменьшительно-ласкательного обращения «Шатман, Шатманым». Э. Р. Тенишев, в своей работе обратил внимание на название труда и предложил читать его как «Тарих кыргыз Шабдания» («История кыргызов Шабдана»).

## История изучения
Труд Осмонаалы Сыдыкова изучался по-разному, в зависимости от эпохи. Все исследования и работы можно разделить на два основных периода:  
- Исследования и публикации советского периода. ➤
- Новые исследования и работы с обновлённым подходом, появившиеся после обретения независимости. ➤

### Советский период
В советский период, изучение творчества некоторых деятелей науки и культуры Кыргызстана дореволюционного периода долгое время находилось под запретом. Ещё одной причиной недостаточной изученности произведения Осмонаалы Сыдыкова стали классовый подход и идеологическая направленность в исторической науке СССР.
Первое упоминание о труде Осмоналы Сыдыкова встречается в академическом издании «История Киргизской ССР» (1968 год). Однако там его работа была представлена в негативном свете — с идеологическими ярлыками, обвиняющими его в «восхвалении баев и манапов».
Во 2-томе «Истории Киргизской ССР», изданном в 1986 году, в отношении О. Сыдыкова было высказано следующее:

В своих писаниях он пытался обосновать положение о бесклассовости киргизского и казахского народов как в прошлом, так и в настоящем, и по существу проповедовал буржуазно-националистические взгляды о некоей «единой» мусульманской нации и ее самостоятельном развитии.— «История Киргизской ССР». Т. 2. 1986.
Также его обвинили в поддержке пантюркизма и формировавшегося «буржуазного национализма».
Первыми, кто обратил внимание на труды Осмонаалы Сыдыкова, стали кыргызские учёные из Синьцзяня — Анвар Байтур, Ыбрай Айса и Нооруз Усенаалы. Нооруз Усенаалы отметил, что труд «Тарих-и кыргыз Шадмания» предоставил Ыбрай Кадыр — ответственный работник Акчийского райком партии, вышедший на пенсию. Он также указал, что чагатайская письменность в этой книге была транскрибирована на современную арабскую графику кыргызов Китая, и при подготовке текста к печати не было допущено никаких искажений.
В 1989 году в №3 журнала «Ала-Тоо» был опубликован отрывок из «Тарих-и кыргыз Шадмания», подготовленный к печати ученым-академиком Кусейином Карасаевым. Именно он перевёл на кыргызский язык оба труда Осмонаалы Сыдыкова — «Мухтасар Тарих-и Кыргызийа» и «Тарих-и кыргыз Шадмания». К. Карасаев первым провел анализ содержания, языковых и орфографических особенностей этого произведения.
В 1990 году вышла отдельная книга «Тарых кыргыз Шадмания» в переводе К. Карасаева.

### После обретения независимости
В 2014 году прошли международные научные конференции, посвященные 100-летию со дня публикации трудов О. Сыдыкова. В частности, в Кыргызско-Турецком университете «Манас» состоялась конференция, где прошла презентация книг Осмонаалы Сыдыкова — «Мухтасар Тарих-и Кыргызийа» и «Тарих-и кыргыз Шадмания». В издание вошли оба произведения Сыдыкова, его биография, а также научные и научно-популярные статьи современных исследователей, изучавших его наследие, и воспоминания о нем.
В том же году к 100-летнему юбилею трудов О. Сыдыкова издательство «Турар» выпустило книги «Мухтасар Тарих-и Кыргызийа» и «Тарих-и кыргыз Шадмания», предисловие к которым написал М. Кожобеков.

## Содержание

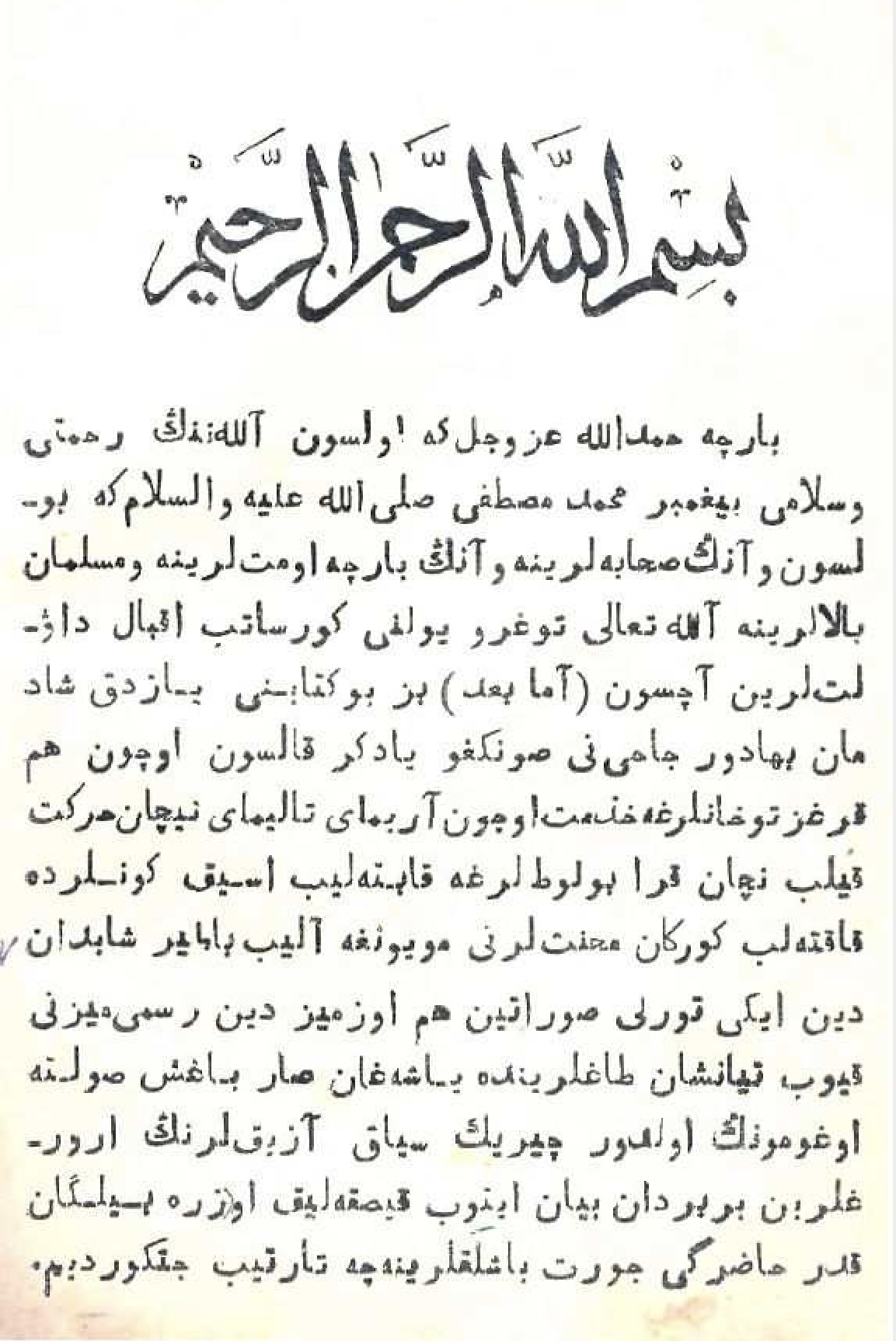
«Тарих-и кыргыз Шадмания», 17-я страница.

Книга насчитывает 183 страницы. В «Тарих-и кыргыз Шадмания» описаны санжыра и история кыргызских племён: сарыбагыш, солто, бугу, монолдор, черик, саяк и азык. При написании о распространении тюркских племён Осмонаалы Сыдыков находился под влиянием труда Абулгази-хана — «Шаджара-йи тюрк». Также в книге приводятся сведения об образе жизни кыргызских племён, взаимоотношений внутри собой, об иерархии внутри племён, родословной их правителей.
В «Тарих-и кыргыз Шадмания» описана деятельность Шабдана-баатыра и его служение народу. В этом же произведении размещена поэма «Казал Шабдан-баатыра», написанная стихами, где описываются траур по случаю его смерти, прославление подвигов баатыра, а также участие известных кыргызских деятелей в его проводах и другие события.
В последней части книги приведены немногочисленные сведения об истории казахов и дунган. Также в книге приводятся сведения о грамотных священнослужителях, учёных и просветителях из числа кыргызов, выпустившихся из джадидских учебных заведений.

## Переводы
В 1990 году профессор Кусеин Карасаев перевёл «Тарих-и кыргыз Шадмания» на современную кыргызскую орфографию, снабдил предисловием и переиздал под названиями «Тарих кыргыз Шадмания» и  «Кыргыз санжырасы».

## Значение
Уникальность «Тарих-и кыргыз Шадмания» заключается в том, что эта книга была одной из первых опубликованных книг на кыргызском языке. А. К. Сатыбалдиева считает данный труд одним из значительных книг, так как в ней широко представлена санжыра кыргызов. Н. А. Казакова пришла к выводу, что можно быть уверенным в правдивости и достоверности в предоставленой Осмонаалы Сыдыковым информации об исторических личностях.
Для кыргызов, которые долгое время жили с представлениями, что «у кыргызского народа не было письменной культуры» и «среди кыргызов не было своих историков», осознание того, что Осмонаалы Сыдыков оставил после себя книги по истории — стало важным событием.

### Книги
- Осмонаалы Сыдыков[кирг.]. Тарих кыргыз Шадмания: Кыргыз Санжырасы / Х. Карасай уулу. — Фрунзе: «Кыргызстан», 1990. — 112 с. — ISBN 5-655-00722-3.
- Э. Асанов. Кыргыз тарыхы боюнча кыскача энциклопедия. — Бишкек, 2003. — 285 с.
- Осмонаалы Сыдыков[кирг.]. Тарихи Кыргыз Шадмания / تاريخ قرغز شادمانيئ. — Уфа: «Восточная печать», 1914. — 183 с.
- Кыргызы / отв. ред. А. А. Асанканов, О. И. Брусина, А. З. Жапаров. — Москва: Наука, 2016. — 623 с. — ISBN 978-5-02-039252-6.
- О. Ибраимов. История кыргызской литературы XX века / отв. ред. В. И. Шаповалов, рец. Л. Укубаев, Б. Т. Койчуев. — Бишкек, 2014. — 544 с. — ISBN 978-9967-19-166-2.

### Статьи
- Н. А. Казакова. XIX век: Киргизские литераторы, изданные в Уфе и Казани // Международный журнал экспериментального образования. — Бишкек: МУ Ала-Тоо, 2017. — № 3. — С. 162—164.
- А. К. Карыева. Развитие просветительства в Кыргызстане в начале XX века // Вестник науки и образования. — Бишкек, 2017. — Т. 2. — С. 27—31.
- А. К. Сатыбалдиева. Санжира как письменное наследие кыргызов // Экономика и социум. — Бишкек, 2015. — № 6 (19). — С. 865—871.
- М. А. Сатимкулова. Научное изучение историко-письмпенного наследия Осмонаалы Сыдыкова (киргиз.) // Новые технологии и инновации Кыргызстана. — Бишкек, 2022. — Ном. 1. — Б. 158—161.
- К. У. Усенбаев, А. Б. Джаманкараев, Р. Е. Доронбекова, В. Я. Галицкий. Развитие культуры Киргизии во второй половине XIX — начале XX в // История Киргизской ССР  / глав. ред. сов: С. И. Ильясов, А. К. Каниметов, К. К. Каракеев, И. И. Минц, А. М. Молдокулов,  В. М. Плоских, С. Т. Табышалиев, В. П. Шерстобитов. — Фрунзе: Издательство «Кыргызстан», 1986. — Т. 2. — С. 193—239.